# رکس (سگ پلیس)

رکس و موزر.

رکس (به انگلیسی: Rex) سگ پلیس و از شخصیت‌های اصلی سریال کمیسر رکس است، رکس سگ آموزش دیده پلیس از نژاد ژرمن شپرد است که توانایی انجام کارهای خارق‌العاده را دارد. در ابتدا با کارآگاه موزر همکاری می‌کرد. از توانایی‌های او می‌توان اشاره کرد به هل دادن چرخ دستی‌ها، اشاره و پیدا کردن مواد مخدر یا اجساد، استفاده از GPS متصل به او به‌طوری‌ که افسران پلیس می‌توانند مسیر او را پیدا کنند، دستگیر کردن مجرمان یا زمین گیر کردن مجرمان. تا به امروز چهار قلاده سگ در نقش رکس بازی کرده‌اند. سانتو فوم زیگلمر، همچنین به عنوان 'Beejay "شناخته می‌شود از سال ۱۹۹۴ تا ۱۹۹۹ نقش رکس را ایفا کرده بود، و پس از آن توسط Rhett Butler از سال ۱۹۹۹ تا ۲۰۰۴ در سریال بازی کرده‌است و سپس از سال ۲۰۰۸ تا ۲۰۱۲ رکس توسط یک سگ به نام هنری بازی شده‌است و سرانجام از سال ۲۰۱۳ به بعد نیک سگی بود که در سریال نقش رکس را ایفا کرده‌است.